# Солеа
Солеа́ (исп. soleá, мн.ч. солеа́рес, soleares, на начальных этапах формирования стиля известна акже под названием soledá и soledad) — одна из основных форм/жанров фламенко, появившаяся, возможно, вблизи Кадиса или Севильи (Андалусия). В жанровой классификации фламенко относится к классу канте хондо. Традиционно солеарес исполняются под аккомпанемент одной гитары; в гармонии солеарес типичен фригийский оборот.

## Анализ песни
Исполняя солеа (как и большинство пало), певцы обычно используют различные строфы с разной мелодией и комбинируют их по желанию, либо придерживаются заранее созданной схемы. Но даже если у исполнителя есть составленная схема песни, он часто изменяет её в зависимости от ситуации. Строфы в солеа независимы друг от друга.
Текст песен солеарес достаточно серьезен для того, чтобы соответствовать торжественности музыки. Лирика, как правило, носит нравоучительный характер и передает чувство душевной боли. Иногда в ней может появиться отчаяние, более близкое для сигирийи. Тем не менее, бывает, что менее серьёзная, а иногда даже ироничная, строфа появляется среди достаточно серьёзных остальных.
Строфы солеа имеют 3-4 строки. В 3-строчных строфах 1-я и 3-я строки связаны ассонансной рифмой:
No se me daba cuidao

me hago cargo que ha sío un ensueño

y a lo pasaíto pasao.
В 4-строчной строфе ассонансная рифма имеется между 2-й и 4-й строками, в то время как 1-я и 3-я строки — могут быть как рифмованными между собой, так и нерифмованными:
Fui piedra y perdí mi centro

y me arrojaron al mar

y a fuerza de mucho tiempo 

mi centro vine a encontrar
Такая 4-строчная строфа (cuarteta romanceada, романсовый катрен) сформировалась в старинных испанских романсах периода Средних веков и Возрождения, она является одной из старейших и часто встречающихся в испанской поэзии.
Мелодия солеарес может потребовать повторения или сокращения некоторых строк строфы, а также изменения их содержания. Например, строфа:
En mis cortas oraciones

le pido a dios llorando

que me quite la salud

y a ti te la vaya dando
может быть изменена следующим образом:
A Dios llorando yo le pido

le pido a Dios llorando

yo le pido a Dios llorando

que me quite la salud

y a ti te la vaya dando

en mis cortas oraciones

que yo le pido a Dios llorando

## Анализ музыки
Солеа — один из пало фламенко с наибольшим числом традиционных песен, это особенно ценится постоянными слушателями. При этом к певцам выставляются высокие требования, поскольку они должны стремиться быть творческими и разносторонними, а в то же время почтительными к традициям. Кроме того, они должны найти наилучший баланс между мелодичными и ритмичными частями (обе чрезвычайно трудны для исполнения и требуют хороших вокальных данных), страстью и сдержанностью.
Мелодия строфы в солеарес обычно остается в пределах ограниченного диапазона. Трудность исполнения заключается в использовании мелизмов и микротонов, что требует хорошего владения голосом. Обычно солеарес начинают с более сдержанной строфы в низком диапазоне постепенно переходя к более сложным в исполнении. Песня обычно заканчивается стансом с очень быстрым темпом в мажоре.

### Ритмический рисунок (compás)
Ритм или «compás» солеарес наиболее широко используемый во Фламенко. Другие виды пало получили свой ритмический рисунок от солеа (например, Bulerías por soleá, пало типа Cantiñas: Алегриас, Ромерас, Мирабрас, Караколес и, в некоторой степени, Булериас). Ритм солеа состоит из 12 долей. Однако, распределение сильных и слабых долей значительно отличается от того, что наблюдается в стандартных метрах европейской классической музыки. Ритмический рисунок солеа образуется группами и двух и трех долей, однако сильные доли располагаются в концах групп, а не в начале(как это принято в Западной музыке). Таким образом, основной ритм солеа выглядит следующим образом:
(Каждое число означает долю. Голубые квадраты — слабые доли, Коричневые круги — сильные доли.)
Однако это только основная структура (фундамент), которая фактически не слышна в «palmas» (хлопках), в гитаре, или в ногах танцора. Это своего рода сетка, в которой исполнители фламенко сами создают ритм, последний может бесконечно меняться. В действительности мы можем услышать много образцов ритмического рисунка солеареса (от очень простого до действительно запутанного). Ритм зависит от настроения, которое артист хочет передать, или цели песни (для одиночного исполнения или для танца).
В отличие от булериаса или кантиньяса, которые исполняются в одном темпе, для большей выразительности солеа обычно играется в рубато (темп то замедляется, то убыстряется). В таких случаях стараются не использовать хлопки или ударные инструменты. Конечно, одинаковый темп на протяжении всей песни используется достаточно часто, кроме того, он является обязательным в мелодии или песне для танцев.

### Гитара в солеа
Гитарную игру солеа легко отличить не только по ритму и фригийскому ладу, но также и по характерному перебору гитарных струн и повторяющихся фраз, называемых «llamada» (йамадами), в течение всей песни или её части. Современные гитаристы, играя солеа, сочетают длинные музыкальные фрагменты («falseta») с такими фразами и переборами струн, чтобы обозначить начало и конец falseta и показать певцу (если он есть), что falseta закончена и можно начинать петь.
Если гитарист играет в тональности Ми, говорят, что он играет высоко. Когда гитарист играет на фригийский лад, говорят, что он играет посередине. Это связано в первую очередь с тем, что большинство исполнителей фламенко не имеют никакого музыкального образования и могут определить тональность только по положению пальцев.
Гитарная мелодия солеа чрезвычайно богата ритмами и различными техниками исполнения. Это сделало солеарес фаворитом среди соло гитаристов. Среди гитаристов, достигших высот в исполнении солеа, можно выделить Рамона Монтойю, Сабикаса, Пако Де Лусию, Херарда Нуньеса и Рафаэля Рикьени.

## История
История происхождения данного пало, как и большинства других, не установлена. В настоящее время имеется ряд предположений о появления солеа. Несмотря на огромную популярность солеареаса, принято считать его относительно новым видом пало, по сравнению с Тонасом и Сегирийасом. Самое раннее упоминание о данном стиле (1862 год) под именем «soledades» найдено у испанского поэта Густаво Адольфо Беккера. Существование солеареса до 1885 года предполагается, но доказательств тому найдено не было. В 1879 году фольклорист Демофило заявил, что солеа произошёл из «coplas de jaleo», добрый праздничный стиль песни в очень живом ритме, очевидно популярный в середине 19-го столетия. Эти факты противоречат другим предположениям, согласно которым солеа был прародителем остальных пало фламенко и изначально был серьёзным торжественным стилем. В начале своего становления солеа, также как и «jaleo», был связан с цыганскими общинами Кадиса и Севильи.
Золотым временем солеареса принято считать последнюю четверть 19 столетия, во времена когда «café cantante» (музыкальные кафе) стали излюбленным местом встреч исполнителей фламенко. Авторство большинства известных нам мелодий солеа приписывают исполнителям того времени. На рубеже веков популярными стали такие пало типа «cantes libres» (свободные песни), как малагенья, тарантас и картахенерас. Во времена «Ópera Flamenca» (оперы фламенко) популярность переходит к Фанданго и песням, близким к ритму булериаса и гуахираса.
На протяжении 50-70-х гг., во времена нео-традиционализма Antonio Mairena и его школы, к солеаресу возвращается популярность, наряду с сегирийасом и тонасом. В дальнейшем с появлением фламенко Нуэво солеа опять входит в немилость.

## Основные виды солеа
Виды солеа (или «мелодии») традиционно разделяются по месту их появления и по авторам. Однако не стоит принимать данную классификацию за абсолютную истину. О многих мелодиях солеа можно судить, опираясь только на устный фольклор, а не на другие доказательства. Даже если мы знаем, что большинство певцов значительно повлияло на мелодии солеареса, мы не можем утверждать, что именно они и являются авторами данных мелодий. Возможно, они их только популяризовали или изменили.

### Солеарес из Алкалы
Хотя данный вид солеа считается одним из самых молодых, некоторые мелодии из Алкалы достаточно широко известны. Самым известным певцом из Алкалы, которому приписывают несколько мелодий солеа, является Хоакин эль де Ла Паула (1875-1933). Его стиль с 4-строчными стансами, спетый в низкой тональности и очень сдержанный, часто используется как вводный станс к другим стансам.

### Солеарес из Трианы
Триана — часть Севильи. Мелодии этого региона обычно очень музыкальны. Их трудно классифицировать, вследствие большого числа.
- «La Andonda». Об этой цыганской исполнительнице известно немного. Некоторые мелодии солеа были приписаны ей, но нет никакого доказательства, что они фактически имеют какое-либо отношение к певице.
- Ramón El Ollero. Он создал несколько мелодий.
- El Zurraque. El Zurraque родом из Трианы, славящейся гончарным промыслом. По этой причине его мелодии часто называют «soleares alfareras» (солеарес гончаров).
- Солеарес из Кордовы. Предположительно, возникли Ramón El Ollero. Данные мелодии принес в Кордову певец по имени Onofre, их часто называют «Soleares de Onofre».

### Солеарес из Кадиса
- Enrique el Mellizo (1848—1906). Авторство нескольких мелодий было приписаны этому певцу, одному из самых влиятельных во фламенко.

### Солеарес из Хереса
Предположительно данный вид солеареса является лишь модификацией от других местных мелодий. Однако те, которые принадлежат Frijones (род. примерно в 1846), достаточно оригинальны.

### Солеарес из Лебрихи
Большинство известных мелодий принадлежит Juaniquí, биография не известна.

### Солеарес из Утреры
Все мелодии солеа из Утреры принадлежат La Serneta (1837—1910), певица родилась в Хересе и переехала в Утреру в молодости.